# Union pour la République (Congo)
Pour les articles homonymes, voir Union pour la République (homonymie).
L'Union pour la République (UPR ou UNIR) fut un parti politique de la République démocratique du Congo. Sa présidente était Odette Babandoa Etoa. Le 25 mars 2011, l'UPR a adhéré l'Union pour la Nation Congolaise.